# Jaime de Marichalar
Jaime Rafael Ramos María de Marichalar y Sáenz de Tejada, plus connu sous le nom de Jaime de Marichalar, né à Pampelune (Navarre) le 7 avril 1963, est l'ex-mari de l'infante Elena de Borbón, avec qui il a été marié du 18 mars 1995 au 21 janvier 2010.

## Biographie
Jaime de Marichalar appartient à une famille noble navarraise-castillane, liée depuis longtemps à la monarchie espagnole[réf. nécessaire]. Il est le quatrième des six enfants du 8e comte de Ripalda, Amalio de Marichalar y Bruguera, commandant d'artillerie, mort en 1979, et de María de la Concepción Sáenz de Tejada y Fernández de Bobadilla, décédée en 2014. D'où son appartenance au Solar de Tejada, situé dans la sierra de Cameros, à La Rioja, corporation nobiliaire la plus ancienne du royaume d'Espagne, dont tous ses frères, et son fils Felipe sont chevaliers diviseros hijosdalgo. 
Son grand-père, Luis de Marichalar y Monreal, vicomte d'Eza, fut ministre de l'Armée et de la Marine sous le règne d'Alphonse XIII au temps du désastre d'Anoual, sénateur viager et maire de Madrid. La famille de Jaime de Marichalar est propriétaire de la Casa de los San Clemente, un palais du XVIe siècle et de la propriété Garrejo, dans la localité de Garray, où furent découvertes les ruines de Numance, que son grand-père Luis de Marichalar y Monreal donna au Patrimoine national. Sa mère, feue la comtesse veuve de Ripalda, était la sœur du lieutenant-général José Sáenz de Tejada, chef de l'État major de l'Armée de Terre dans les années 80 et belle-sœur du lieutenant-colonel Prieto, chef de la Police forale de Navarre, assassiné par l'ETA.
Jaime de Marichalar fait ses études dans les collèges des Jésuites de Burgos, San Estanislao de Kostka de Madrid et la Yago School de Dublin, en Irlande.
Sa formation académique est orientée en économie, avec la spécialité de Gestion des Entreprises et Marketing à l'École Supérieure d'Études de Marketing de Madrid (ESEM). En 1986, il élargit sa formation en réalisant des périodes de stage dans plusieurs sociétés financières de Paris, où il vit quand il est célibataire.

## Mariage et descendance
Le 18 mars 1995, il épouse l'infante Elena de Borbón, fille aînée du roi Juan Carlos Ier d'Espagne, en la cathédrale de Séville. Quelques jours avant le mariage, les futurs époux reçoivent les titres de duc et duchesse de Lugo de la part du roi Juan Carlos, Jaime reçoit par la même occasion le prédicat d'excellence.
Le couple a deux enfants qui sont considérés comme grands d'Espagne avec prédicat d'excellence au sein de la famille royale : 
- Felipe de Marichalar y Borbón, né le 17 juillet 1998 à Madrid ;
- Victoria de Marichalar y Borbón, née le 9 septembre 2000 à Madrid.

Le 13 novembre 2007, la chancellerie royale annonce la séparation « de fait » de l'infante et de son époux ; le divorce est officiellement annoncé à la fin de 2009, et finalement prononcé le 21 janvier 2010. À la suite de l'inscription à l'état-civil de la famille royale de l'accord de divorce avec l'infante Elena, il perd le prédicat d'excellence, son titre ducal ainsi que sa qualité de membre de la famille royale d'Espagne.